# Табгачі
Табгачі — одне із племен північних сяньбінців, що мешкали на території Маньчжурії, Внутрішньої Монголії та Східної Монголії. Китайською мовою табгачів називали тоба (кит.: 拓拔) — ті, що заплітають коси. Після  розпаду у 235 році держави південних сяньбі разом з племенними союзами туфа і лунсі почали рух на південь.
Табгачі заснували державу Дай періоду шістнадцяти держав, що існувала у проміжку між 310 та 376 роками. Пізніше вони розширили свої володіння на весь північний Китай, утворивши державу Північна Вей, що існувала з 376 року по 536 рік. У її складі табгачі поступово окитаїлися.
Серед правителів — Тоба Лівей (219—277).